# Сыромятнический тоннель
Сыромя́тнический тонне́ль — трамвайный тоннель под железнодорожными путями в Сыромятническом проезде, Москва. Единственный в Москве однопутный (по ширине) трамвайный тоннель.

## Расположение

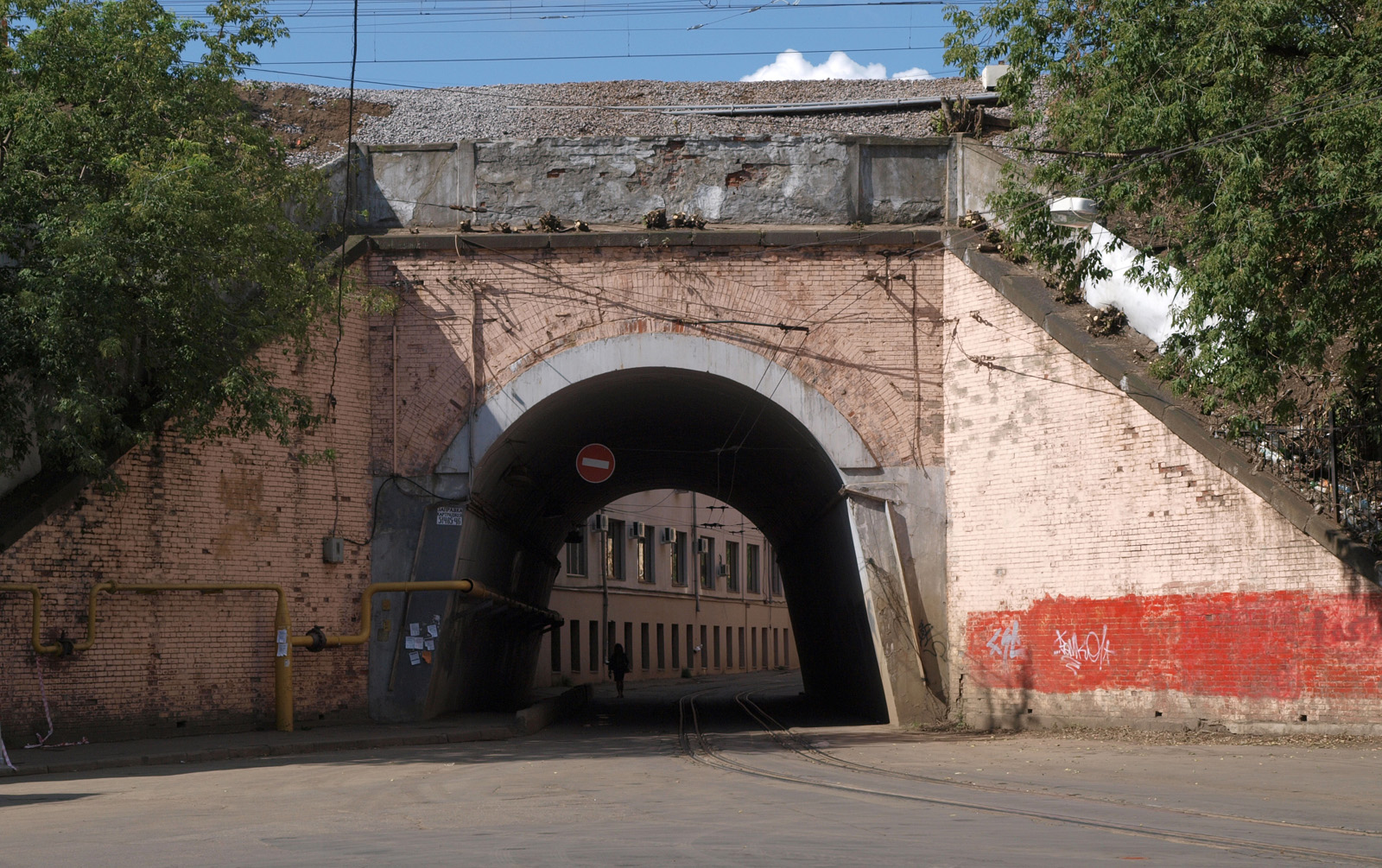
Тоннель под железнодорожными путями в начале Сыромятнического проезда. Вид на Большой Полуярославский переулок

Соединяет Сыромятнический проезд и Большой Полуярославский переулок.

### Конструкция
Односкатный, арочного типа. Трамвайный путь, в некотором роде, уникален: содержит 2 трамвайных колеи, смещённых друг относительно друга на несколько сантиметров.

## История
Возведён в 1865 году под железнодорожной линией Москва — Курск.

### Реконструкция

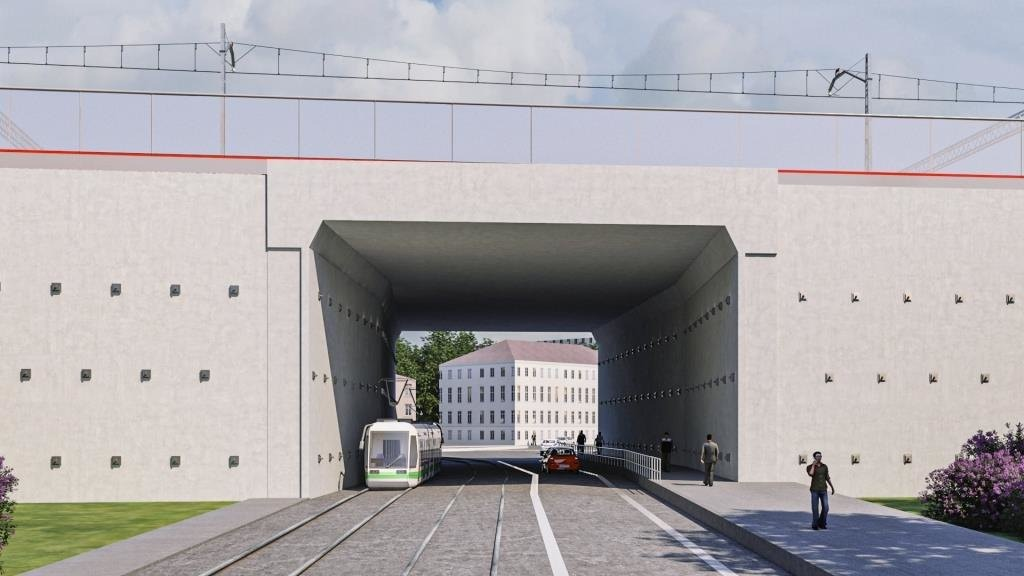
Первый проект реконструкции тоннеля

Первоначальный проект: в связи с добавлением новых железнодорожных путей для проекта МЦД, производится снос старого тоннеля для замены его на двухпутный тоннель, без негабаритных кривых. Новый тоннель будет иметь прямоугольный профиль. Ожидается добавление одной полосы для автомобильного движения и выделенного, отгороженного от проезжей части тротуара.

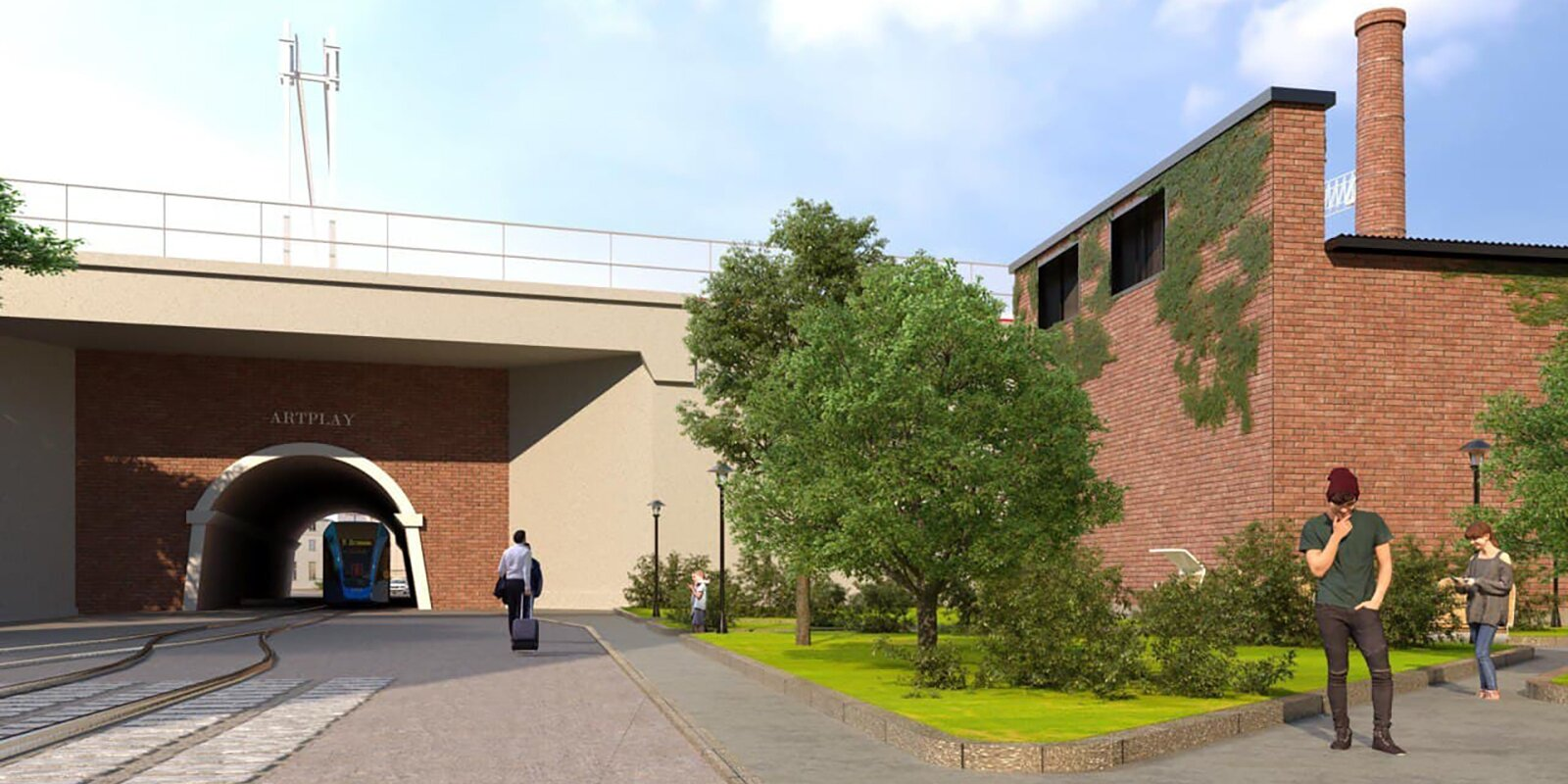
Новый проект реконструкции тоннеля

Современный проект: Исторический тоннель будет сохранён. Сплетение путей останется, а прилегающую территорию благоустроят, дополнительные пути для МЦД-4 нависнут над аркой.

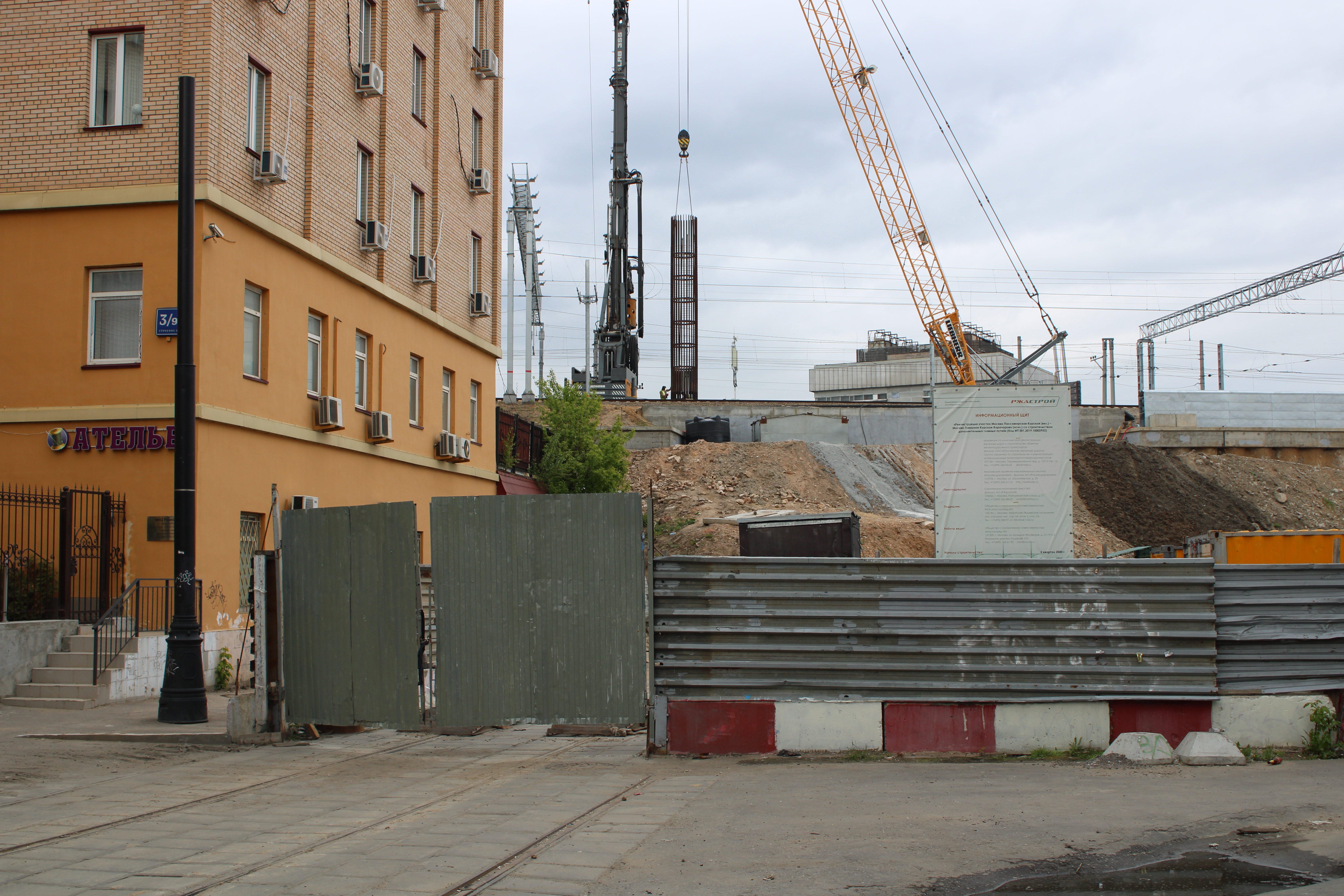
Засыпанный тоннель

С августа 2021 года переулок закрыт для движения как и общественного транспорта, так и для личного.

## Транспорт
До 27.08.2021 кольцо обслуживало маршруты: № Б „Сокольническая застава — Курский вокзал”; № 20 „Красноказарменная площадь — Курский вокзал” и № 24 „ДК «Компрессор» — Курский вокзал”. С 27 августа 2021 года в связи с закрытием движения через тоннель, маршруты Б и 20 отменены, а маршрут автобуса №024 вместо набережной Академика Туполева и улицы Радио ходит в объезд — через Костомаровский мост, Волочаевскую улицу и Красноказарменную площадь (по маршруту № 20).